# Josef Kubásek
Josef Kubásek (* 6. Mai 1985 in Polička) ist ein ehemaliger tschechischer Fußballspieler auf der Torwartposition.

## Vereinskarriere
Josef Kubásek spielte in seiner Jugend für Sokol Bystré u Poličky, Spartak Polička, FK Pardubice 1899 und FK AS Pardubice.
Für Pardubice debütierte der Torwart in der Saison 2005/06 in der 2. Liga. Als der Klub im Sommer 2006 seine Profilizenz an den FK Baník Sokolov veräußerte, ging neben vielen weiteren Spielern der Mannschaft auch Kubásek nach Sokolov. Dort war der talentierte Torhüter von Anfang an die Nummer eins, auch in der tschechischen U-21-Auswahl kam er zum Einsatz.
Im Januar 2008 wurde Kubásek auf Leihbasis von Slavia Prag verpflichtet. Zur Saison 2008/09 wechselte der Torhüter zum FK Mladá Boleslav. Dort kam er als Stellvertreter von Miroslav Miller auf nur einen Einsatz. Im Sommer 2009 schloss er sich dem 1. FC Slovácko. Als Nummer drei hinter Miroslav Filipko und Petr Vašek ebenfalls nur einmal zum Einsatz. Er verließ den Verein zum FK Baník Most, wo er im Jahr 2010 seine Karriere beendete.